# Хрестовоздвиженський жіночий монастир (Полтава)
Хрестовоздвиженський жіночий монастир — православний жіночий монастир розташований у Полтаві, заснований у XVII столітті. Розташований на Монастирській горі в селищі Червоний Шлях, домінуючи над містом і околицями.
27 вересня храмове свято Хрестовоздвиженського монастиря.

## Історія
1650 року, на честь перемоги козаків над військами Речі Посполитої, поблизу міста, на високій горі, вкритій віковим лісом, з дозволу київського митрополита, відомого українського церковного діяча і письменника Сильвестра Косіва було засновано Полтавський Хрестовоздвиженський монастир, спершу як чоловічий монастир. Він став найпівденнішим серед так званих городянських, тобто полкових монастирів Гетьманщини XVII століття. Очолював будівництво ігумен Лубенського Мгарського монастиря Калістрат.
Перші монастирські споруди зводилися з дерева в лісовій гущавині, куди вела лише вузенька стежина. Серед ініціаторів спорудження цієї обителі були полтавський полковник Мартин Пушкар, козацький старшина Іван Іскра, міщанин Іван Крамар та інші козаки й міщани, які внесли значні пожертвування на цю справу. 1 Полтавський монастир став значним просвітницьким центром Півдня Гетьманщини, у джерел якого стояв архієпископ Слов'янський та Херсонський Євгеній Булгаріс — особистий приятель французького просвітника Вольтера, колишній бібліотекар Катерини II. Завдяки його старанням монастир мав найбільшу в регіоні книгозбірню.
Собор на честь Воздвиження Чесного і Животворного Хреста Господнього споруджений як головний храм монастиря 1689–1709. Зведення головного храму обителі велося коштом декількох полтавських полковників, у тому числі Генерального судді В. Л. Кочубея та його сина, полтавського полковника В. В. Кочубея, та двох українських гетьманів — І. Самойловича й І. Мазепи. Ймовірно, що під час свого візиту до Полтави 13 липня 1650 р. в монастирі побував Богдан Хмельницький.У полтавський період Великої Північної війни, з 28 квітня по 27 червня 1709 р. монастир був резиденцією шведського короля Карла XII. Вже після Полтавської битви 28 червня монастир оглянув і Петро І. Відтоді відвідування полтавської обителі представниками правлячої династії царської Росії були включені до обов'язкової програми перебування вінценосних у Полтаві. 3 грудня 1941 р. під час своєї поїздки до Полтави, в монастирі побував Адольф Гітлер.
За деякими даними освячений 1759. Пам'ятка архітектури українського бароко.
Троїцька церква монастиря споруджена 1750 поряд із соборною. Зруйнована під час Другої світової війни. У 1999 відновлена на попередньому місці коштом Троїцької громади УПЦ м. Полтава (фундатор та її голова Олександр Сабко).
У першій половині XIX ст. в межах монастиря було засновано Монастирське кладовище.
Симеонівська церква на території монастиря збудована 1887 неподалік Троїцької церкви, з південного боку. Споруджена коштом купця І. С. Котельникова в пам'ять свого єдиного сина Семена, який помер у Полтаві.

## Архітектурний ансамбль
До сучасного архітектурного ансамблю Хрестовоздвиженського монастиря належать пам'ятки архітектури національного значення:
- Воздвиженський собор (1699—1709 рр.)
- Дзвіниця (1786)
- Братський корпус (1886)
- Будинок настоятеля (1889)
- Трапезна церква (1886)
- Господарчий корпус (к. XIX ст.)

Відновлені споруди:
- Троїцька церква (1999)

## Галерея

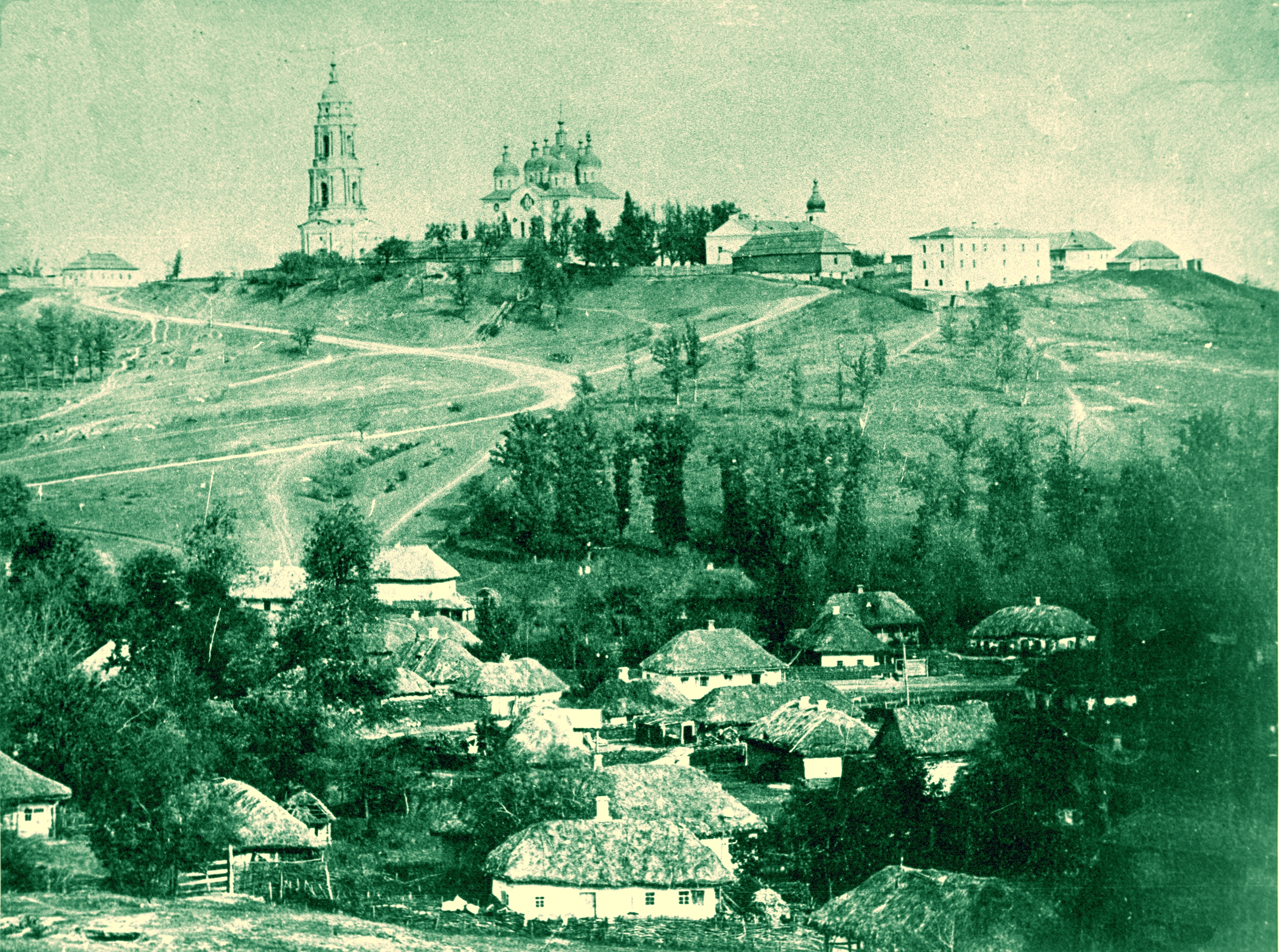
Загальний вигляд (1900)
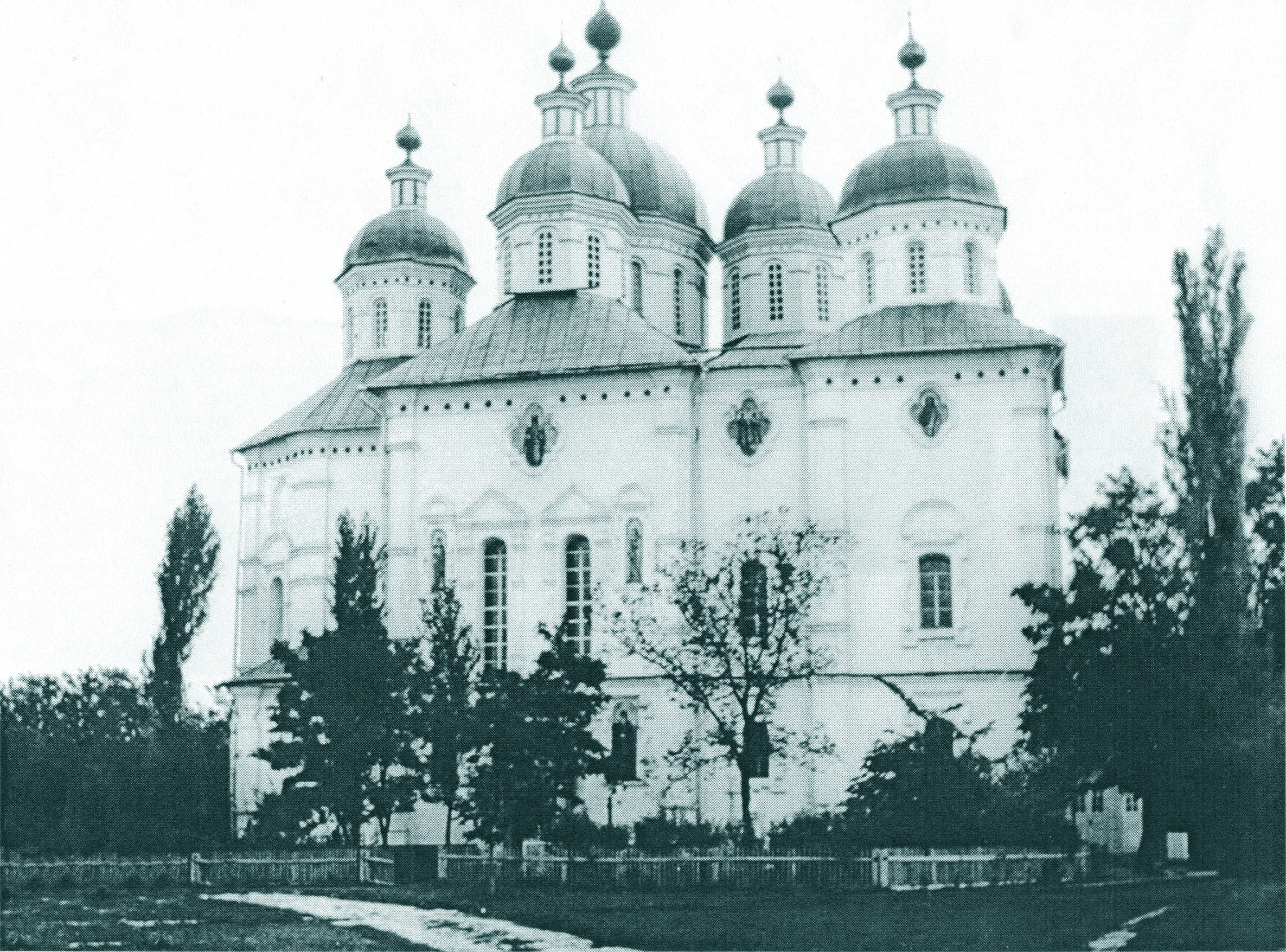
Світлина (1900)
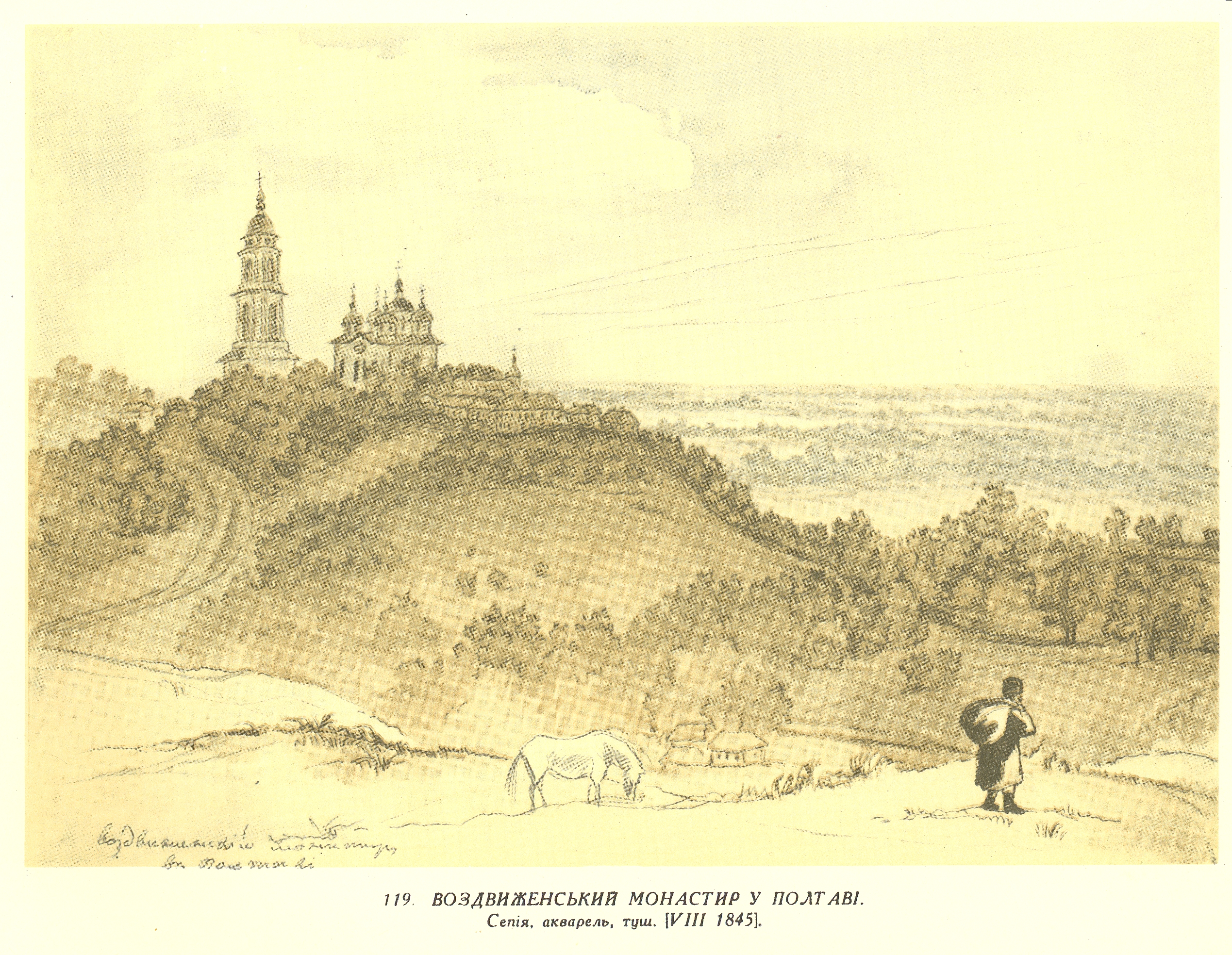
Малюнок Тараса Шевченка Хрестовоздвиженського монастиря
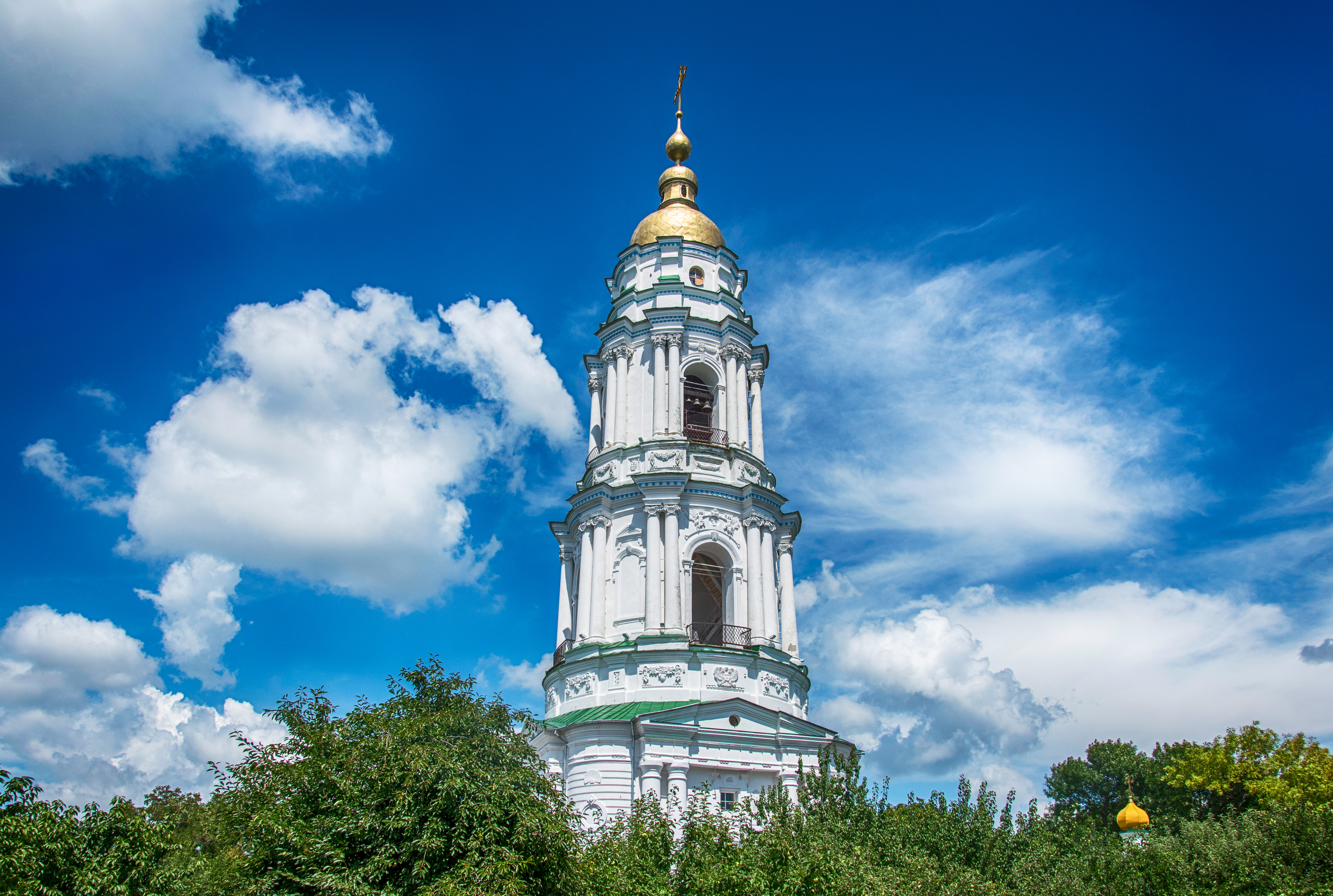
Дзвінниця
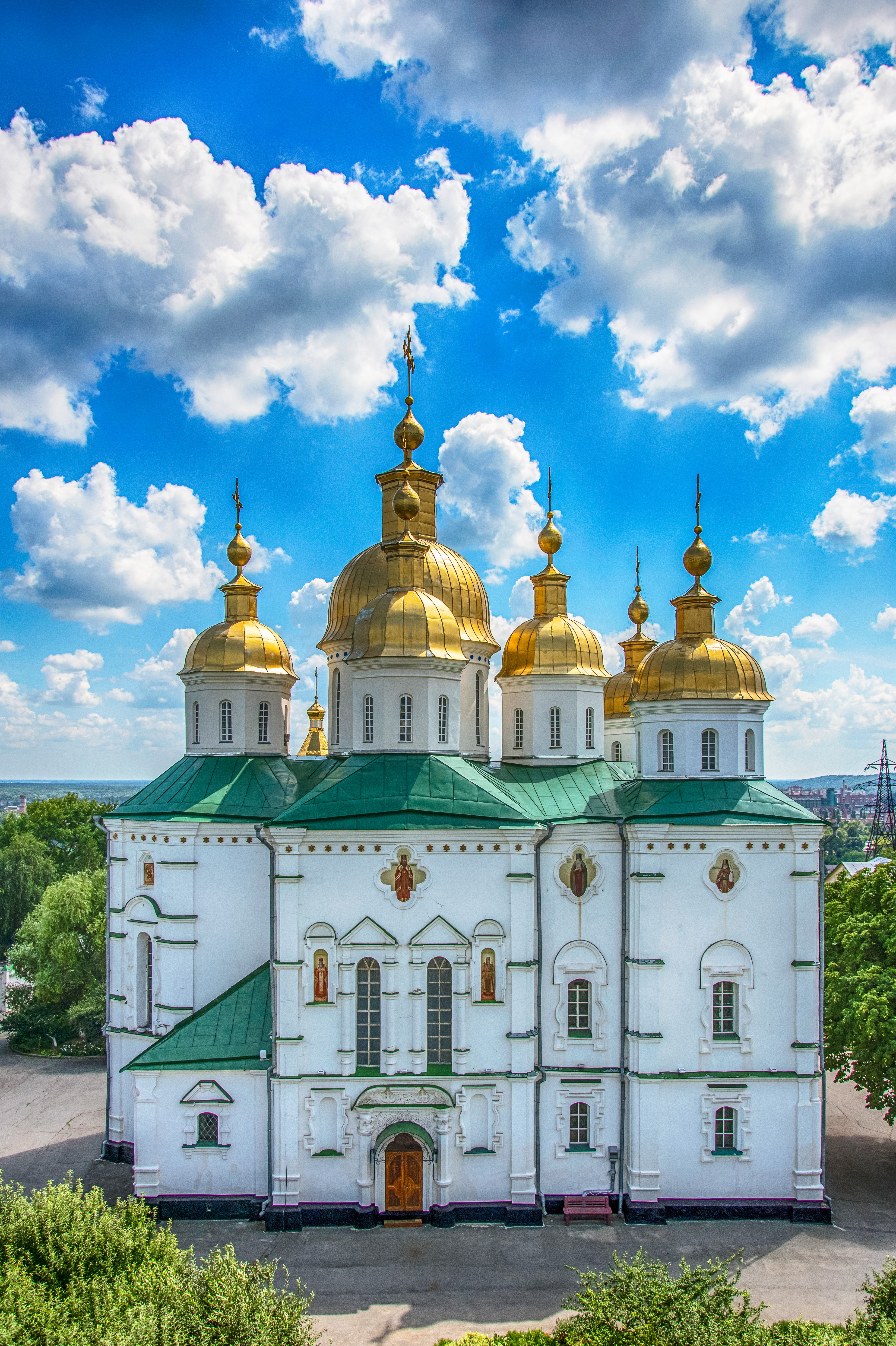
Загальний вигляд
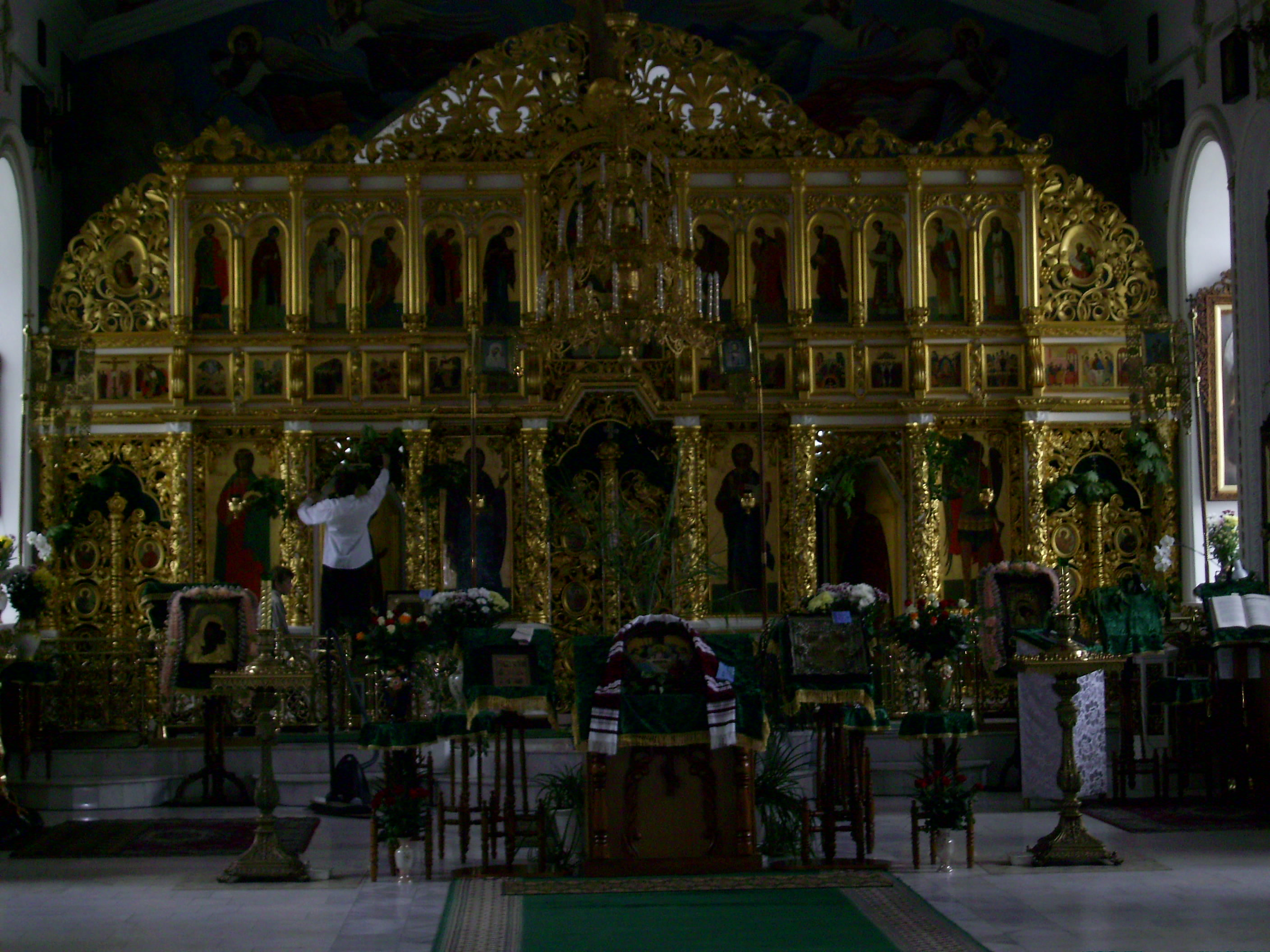
Головний іконостас
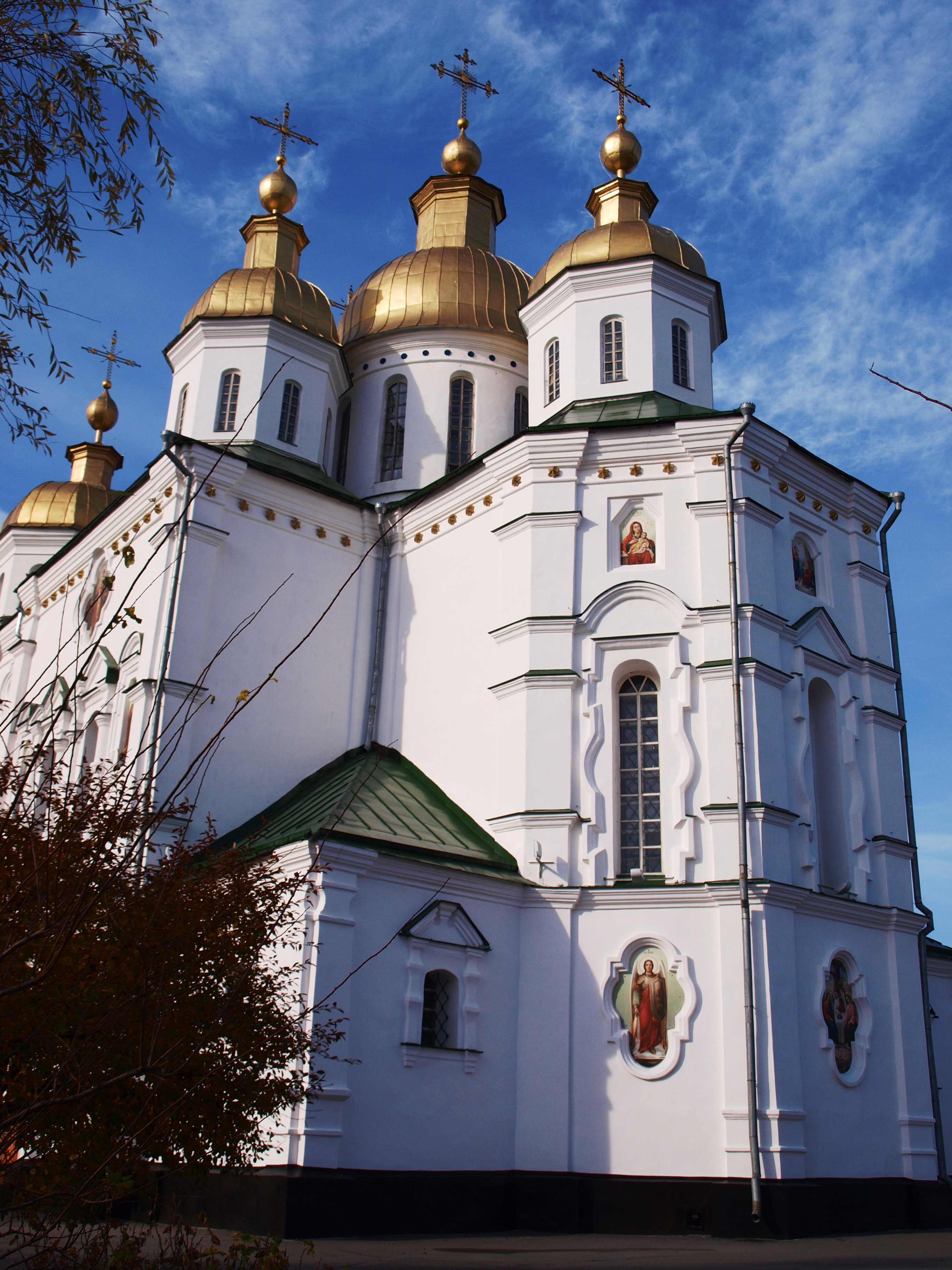
Зворотня сторона
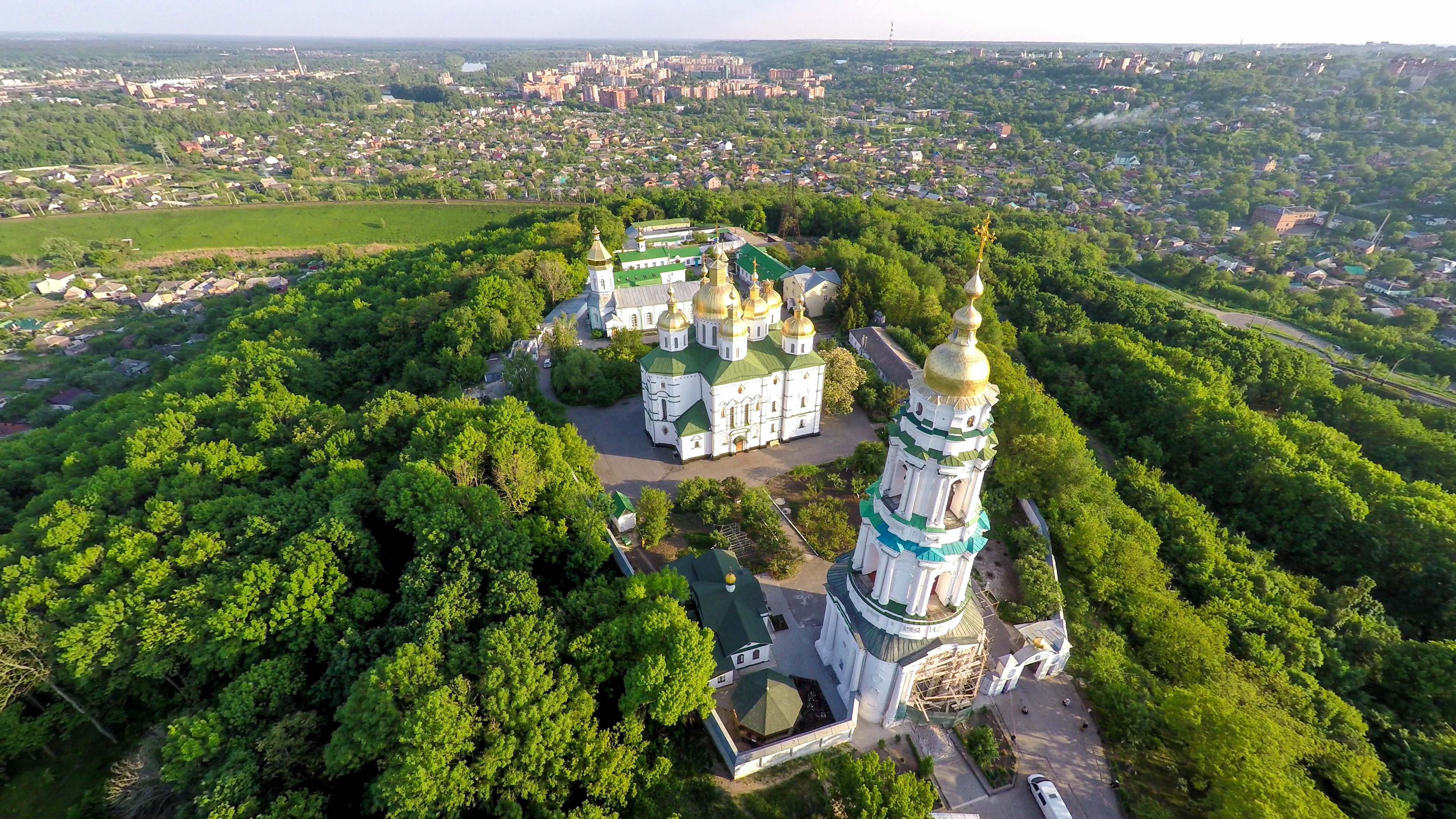
Вигляд з висоти пташиного польоту
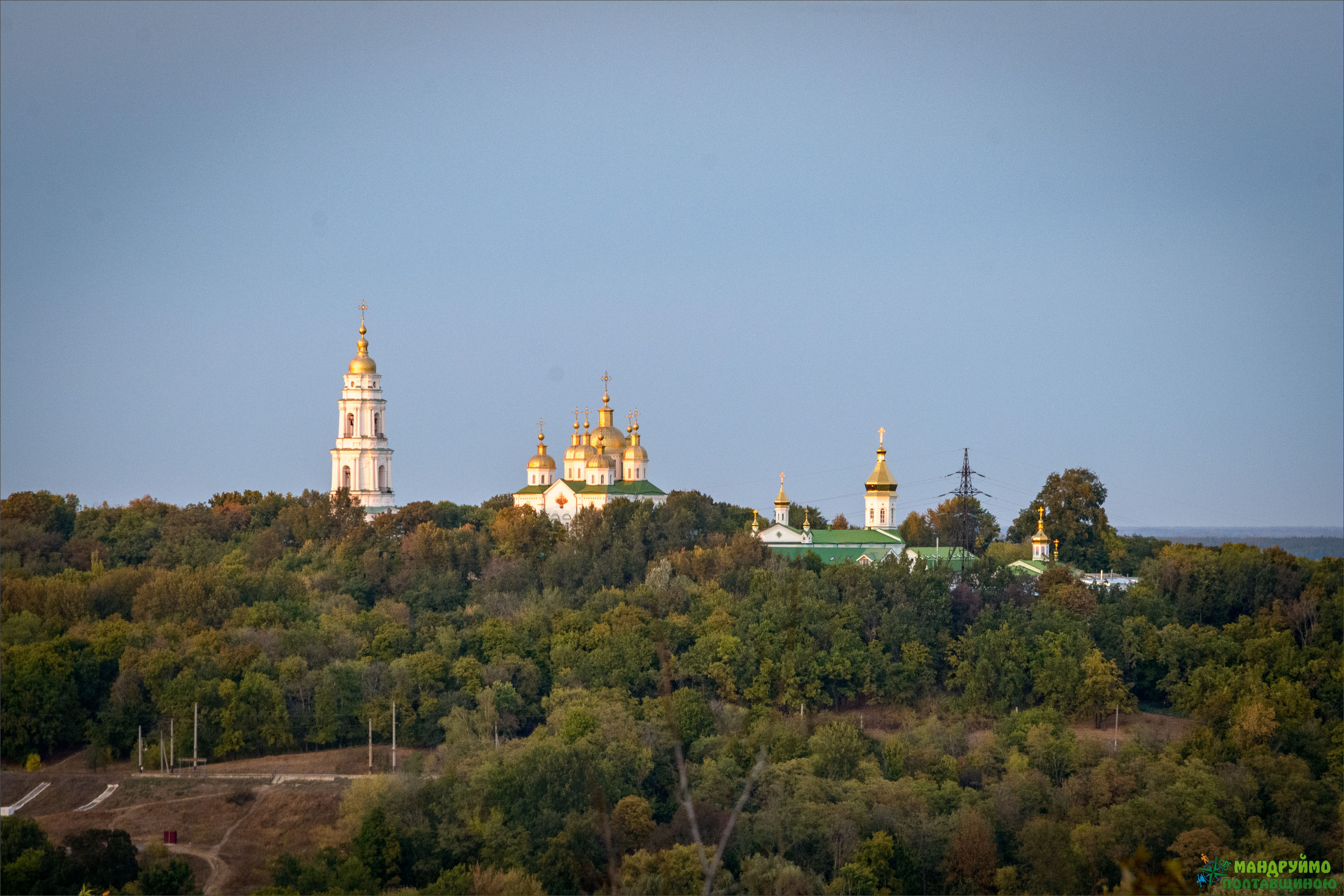
Вид на монастир з Соборного майдану
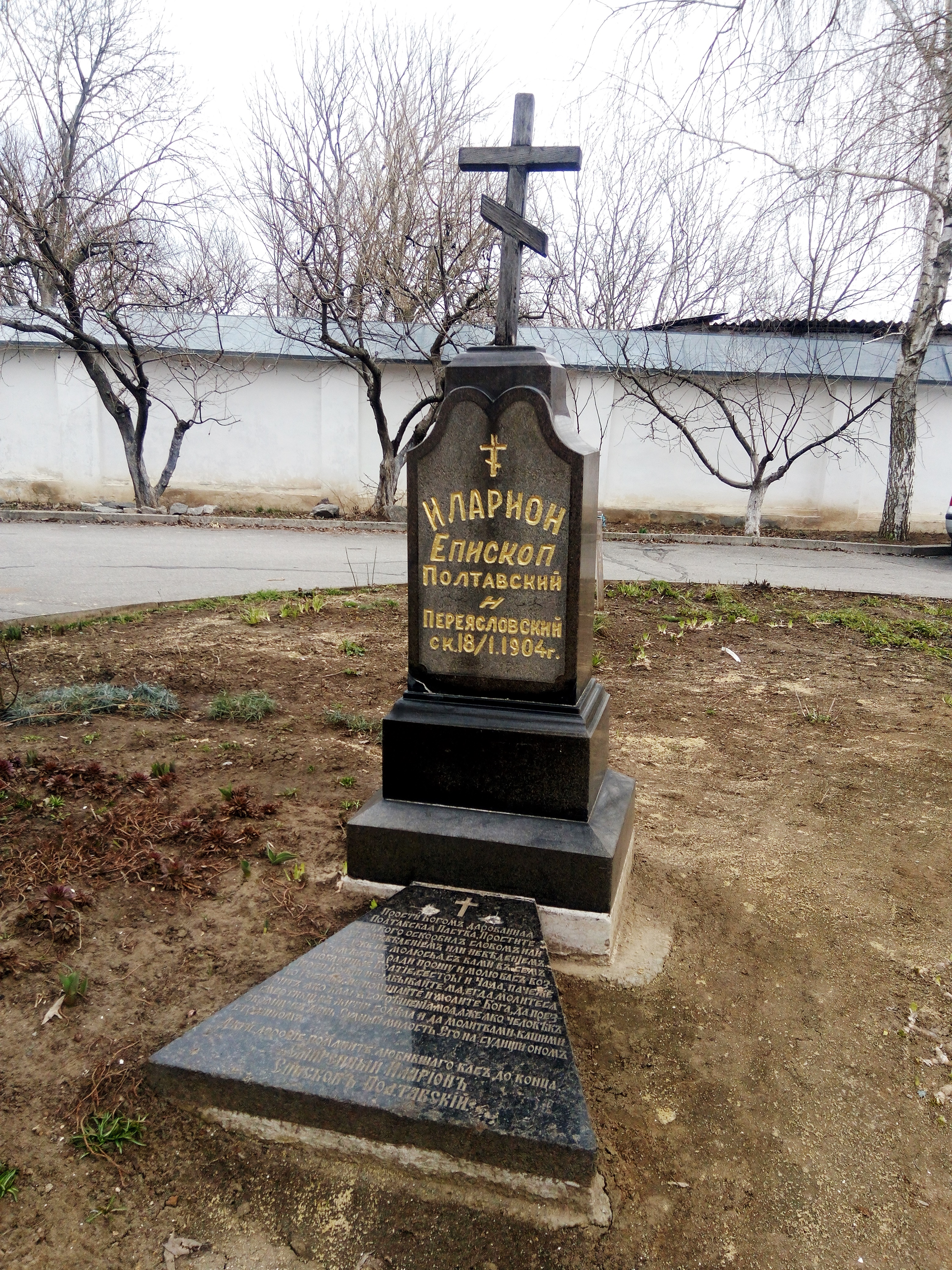
Могила єпископа Полтавського і Переяславського Іларіона (Юшенова)
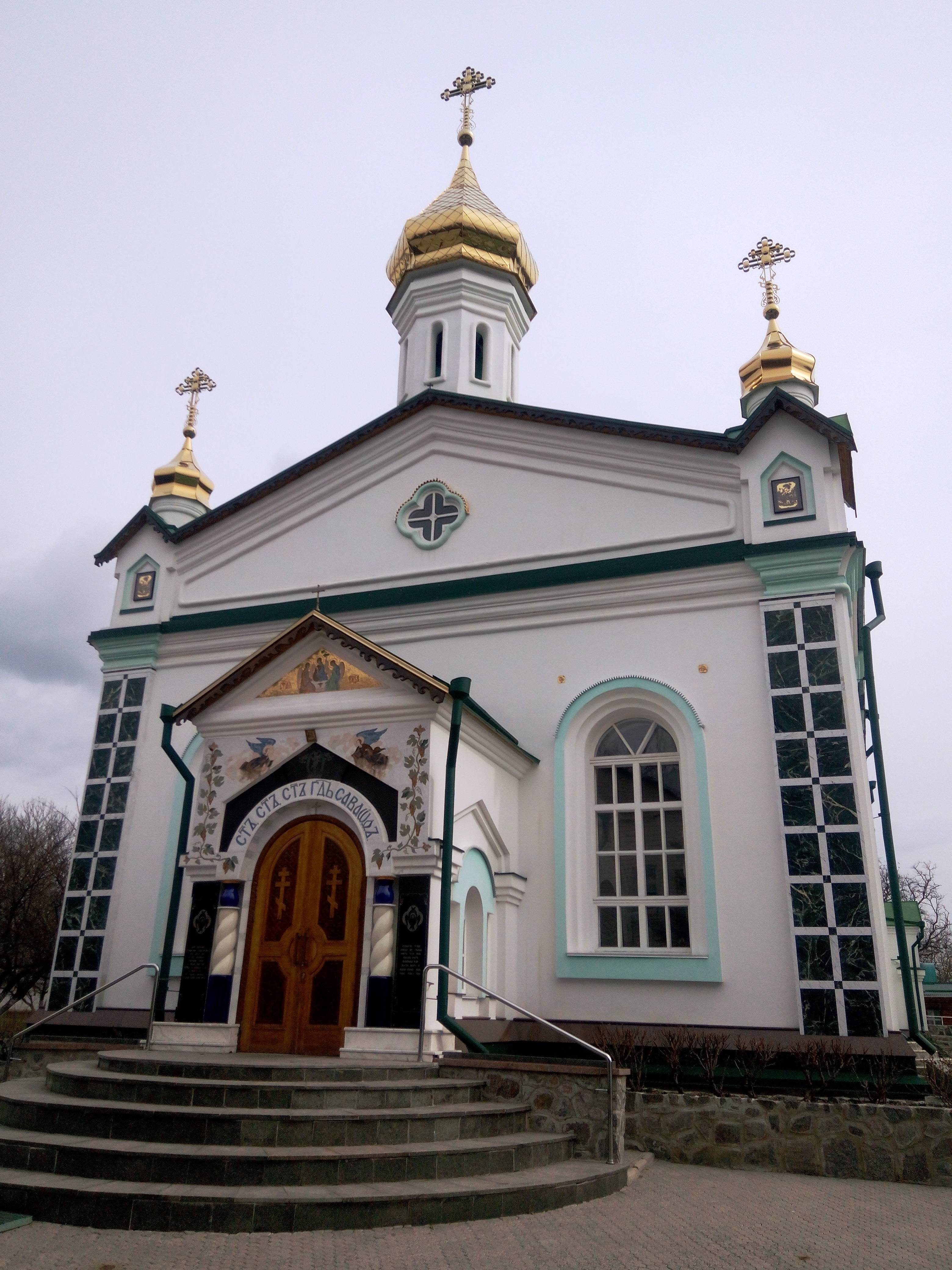
Троїцька церква
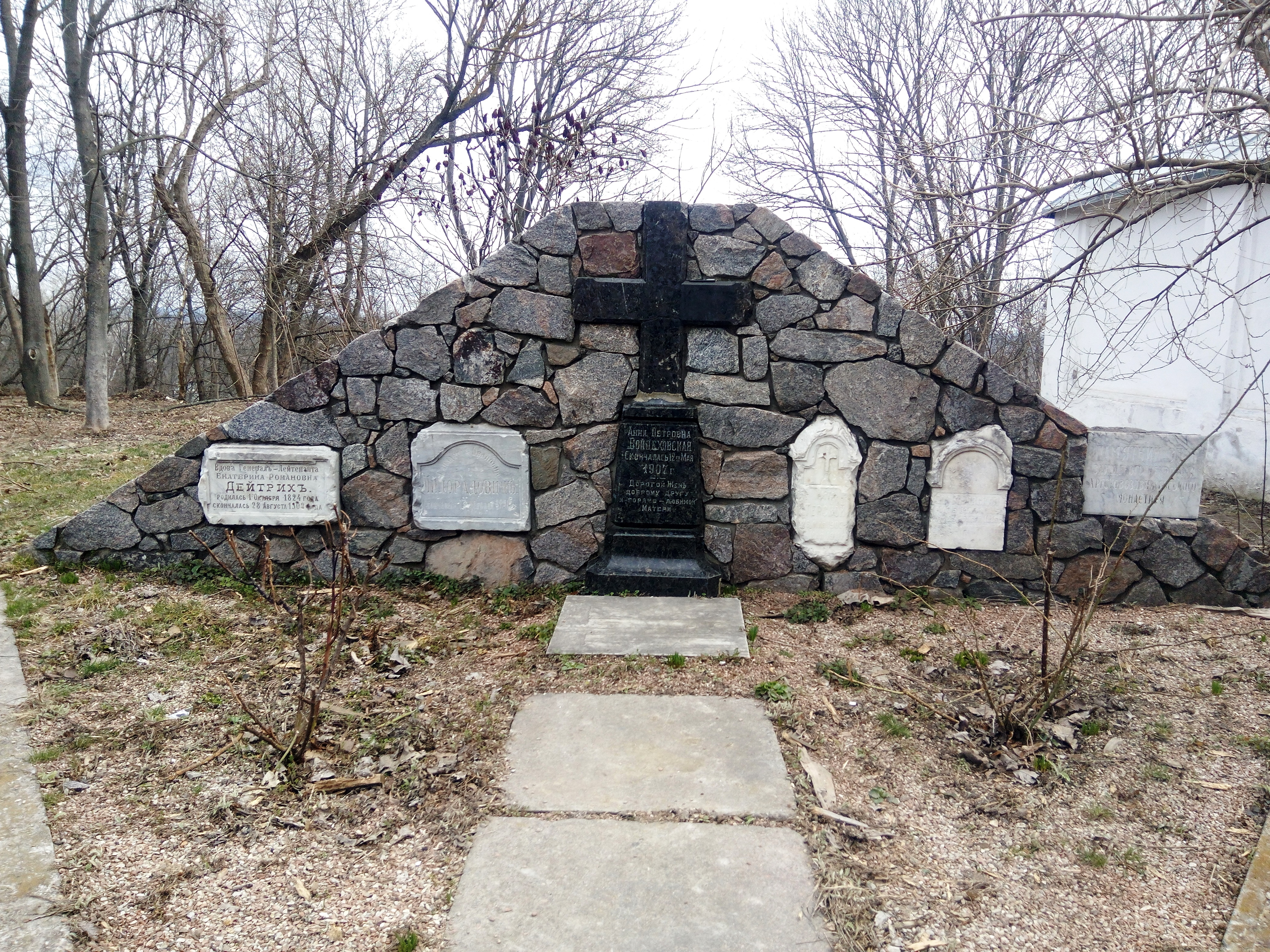
Могили біля входу до монастиря